# Большое Шуоярви
Большое Шуоярви — озеро на территории Юшкозерского сельского поселения Калевальского района Республики Карелии.

## Общие сведения
Площадь озера — 2,1 км², площадь водосборного бассейна — 117 км². Располагается на высоте 117,2 метров над уровнем моря.
Форма озера продолговатая: оно вытянуто с северо-запада на юго-восток. Берега каменисто-песчаные.
В северо-западную оконечность озера впадает река Сювяоя.
Через озеро протекает река Шуо, впадающая в Шомбозеро. Через Шомбозеро протекает река Шомба, впадающая в реку Кемь.
Код объекта в государственном водном реестре — 02020001011102000006110.